# Lijst van weg- en veldkapellen in Horst aan de Maas
Dit is een onvolledige lijst van veldkapellen in de gemeente Horst aan de Maas. Kapelletjes komen vooral in het zuiden van Nederland voor en werden dikwijls gebouwd ter verering van een heilige.
| Kapel                                            | Adres                                                 | Plaats                  | Bouwperiode           | Architect       | Foto                                                     |
| ------------------------------------------------ | ----------------------------------------------------- | ----------------------- | --------------------- | --------------- | -------------------------------------------------------- |
| Sint-Jozefkapel                                  | Stokterweg                                            | Broekhuizen             | 1939                  | Jules Kayser    | Sint-Jozefkapel Broekhuizen                              |
| Mariakapel                                       | Lottumseweg-Mr. Bergerstraat                          | Broekhuizen             | 1960                  |                 | Mariakapel Broekhuizen                                   |
| Sint-Christoffelkapel                            | Veerweg-Hoofdstraat                                   | Broekhuizen             | 1960, 2020 afgebroken |                 | Sint-Christoffelkapel Broekhuizen                        |
| Sint-Christoffelkapel                            | Veerweg-Hoofdstraat                                   | Broekhuizen             | 2020                  |                 |                                                          |
| Onze-Lieve-Vrouw-Sterre-der-Zeekapel             | Swolgenseweg-Heming                                   | Broekhuizenvorst        | 1860                  |                 | Onze-Lieve-Vrouw-Sterre-der-Zeekapel Broekhuizenvorst    |
| Onze-Lieve-Vrouw-van-Zeven-Smartenkapel          | Broekhuizerweg-Burgemeester Hermansstraat-Kapelstraat | Broekhuizenvorst        | 2005                  |                 | Onze-Lieve-Vrouw-van-Zeven-Smartenkapel Broekhuizenvorst |
| Onze-Lieve-Vrouw-van-Lourdeskapel (niskapel)     | Kerkstraat                                            | Broekhuizenvorst        | 1968                  |                 |                                                          |
| Sint-Annakapel                                   | Blitterswijckseweg 13                                 | Broekhuizenvorst-Ooijen | 1733                  |                 | Sint-Annakapel Ooijen                                    |
| Mariakapel                                       | Drie Kooienweg bij 5                                  | Evertsoord              | 1848                  |                 | Mariakapel Evertsoord, Drie Kooienweg                    |
| Mariakapel                                       | Patersstraat                                          | Evertsoord              | 1958                  |                 | Mariakapel Evertsoord, Patersstraat                      |
| Sint-Annakapel                                   | Broekeindweg                                          | Grubbenvorst            | 1894                  |                 | Sint-Annakapel Grubbenvorst                              |
| Mariakapel                                       | Raaieind bij 1                                        | Grubbenvorst            | 1914                  |                 |                                                          |
| Sint-Gerlachuskapel                              | Sevenumseweg                                          | Grubbenvorst            | 17e eeuw              |                 | Sint-Gerlachuskapel Grubbenvorst                         |
| Mariakapel                                       | St. Jansweg/Venloseweg                                | Grubbenvorst            | 1941                  |                 | Mariakapel Grubbenvorst                                  |
| Sint-Joriskapel                                  | Sint Jorisweg                                         | Hegelsom                | 2012                  |                 | Sint-Joriskapel Hegelsom                                 |
| Sint-Annakapel                                   | Sint-Annaweg 30                                       | Horst                   | 17e eeuw              |                 | Sint-Annakapel Hegelsom                                  |
| Bulthoevekapel                                   | Kreuzelweg 13                                         | Horst                   | 2013                  |                 |                                                          |
| Gedachteniskapel                                 | Kloosterstraat                                        | Horst                   | 1947                  |                 |                                                          |
| Mariakapel (Risseltkapel)                        | Gastendonkstraat 38                                   | Horst                   | 18e eeuw              |                 | Mariakapel Horst                                         |
| Sint-Jozefkapel                                  | Herstraat 25b                                         | Horst                   | 1901                  |                 | Sint-Jozefkapel Horst                                    |
| Sint-Antoniuskapel (Roodbeenkapel)               | Meerweg                                               | Kronenberg              | 1914                  |                 | Sint-Antoniuskapel Kronenberg                            |
| Onze-Lieve-Vrouw-van-Goede-Raadkapel             | Meerweg                                               | Kronenberg              | 1932                  |                 | Onze-Lieve-Vrouw-van-Goede-Raadkapel Kronenberg.         |
| Heilige-Familiekapel                             | Simonstraat                                           | Kronenberg              | 1945                  |                 | Heilige-Familiekapel Kronenberg                          |
| Sint-Quirinus in 't Zandkapel                    | Grimmelsweg 4                                         | Lottum                  | 1638                  |                 | Sint-Quirinus in 't Zandkapel Lottum                     |
| Heilige-Familiekapel                             | Houthuizerweg 15                                      | Lottum                  | 1948                  | Alphons Boosten | Heilige-Familiekapel Lottum                              |
| Sint-Annakapel                                   | Veerweg-Laagveldweg                                   | Lottum                  | 1909                  |                 | Sint-Annakapel Lottum                                    |
| Sint-Jozefkapel                                  | De Cocq van Haeftenstraat 25                          | Meerlo                  |                       |                 | Sint-Jozefkapel aan De Cocq van Haeftenstraat in Meerlo  |
| Mariakapel                                       | Megelsum 29                                           | Meerlo                  | 1821                  |                 | Mariakapelletje Megelsum                                 |
| Sint-Goarkapel                                   | Moleneind 9                                           | Meerlo                  | 1662                  |                 | Sint Goarkapel                                           |
| Vredeskapel                                      | Broekhuizerdijk 55                                    | Melderslo               | 1940                  |                 | Vredeskapel                                              |
| Onze-Lieve-Vrouw-van-Altijddurende-Bijstandkapel | Herenbosweg 30a                                       | Melderslo               | 1899                  |                 | Onze-Lieve-Vrouw van Altijddurende Bijstandkapel         |
| Kapel Museum de Locht                            | Terrein Museum De Locht                               | Melderslo               | 2014                  |                 |                                                          |
| Sint-Luciakapel                                  | Afhangweg 13                                          | Meterik                 | 1782                  |                 | Sint-Luciakapel Meterik                                  |
| Onze-Lieve-Vrouw-Onbevlekt-Ontvangenkapel        | Schadijkerweg-Kempweg                                 | Meterik                 | 1935-1936             |                 | Onze-Lieve-Vrouw-Onbevlekt-Ontvangenkapel Meterik        |
| Onze-Lieve-Vrouwe-ter-Noodkapel                  | Den Eigen                                             | Sevenum                 | 1676                  | J. Slots        |                                                          |
| Onze-Lieve-Vrouw van Zeven Smartenkapel          | Frankrijkweg-Broek-Snelkensstraat                     | Sevenum                 | 18e eeuw              |                 |                                                          |
| Sint-Donatuskapel                                | Heesbeemd                                             | Sevenum                 | 1929                  |                 | Sint Donatuskapel aan de Heesbeemd in Sevenum            |
| Onze-Lieve-Vrouwekapel                           | Hoogbroek                                             | Sevenum                 | 1870                  |                 | Onze-Lieve-Vrouwekapel Sevenum                           |
| Heilig-Hartkapel                                 | Maasbreeseweg 8                                       | Sevenum                 | 1995                  |                 | Heilig Hartkapel aan de Maasbreeseweg in Sevenum         |
| Sint-Apolloniakapel                              | Renkensstraat                                         | Sevenum                 | 1852-1854             |                 | Apolloniakapel aan de Renkensstraat in Sevenum           |
| Sint-Jozefkapel                                  | Renkenstraat-De Hees                                  | Sevenum                 | 1721                  |                 | Sint-Jozefkapel Sevenum                                  |
| Sint-Annakapel                                   | Staarterstraat                                        | Sevenum                 | 18e eeuw              |                 | Sint-Annakapel Sevenum Staarterstraat                    |
| Sint-Annakapel                                   | Grubbenvorsterweg-Heidevenweg                         | Sevenum                 |                       |                 | Sint-Annakapel Sevenum Grubbenvorsterweg                 |
| Heilig-Hartkapel                                 | Steeg 36                                              | Sevenum                 | 1910                  |                 | Heilig-Hartkapel De Steeg                                |
| Sint-Antoniuskapel                               | Steinhagenstraat                                      | Sevenum                 | 18e eeuw              |                 |                                                          |
| Mariakapel                                       | Donkstraat 9                                          | Swolgen                 | 1834                  |                 | Mariakapel Swolgen                                       |
| Mariakapel                                       | Legert                                                | Swolgen                 | 19e eeuw              |                 | Mariakapel Legert                                        |
| Kruiswegkapellen                                 | Over de Beek                                          | Tienray                 | 1911 en 1913-14       | Caspar Franssen | Kruiswegpark Tienray                                     |